# Draba sherriffii
Draba sherriffii là một loài thực vật có hoa trong họ Cải. Loài này được Grierson mô tả khoa học đầu tiên năm 1984.